# Urs Frey (Wirtschaftswissenschaftler)
Urs Frey (* 1968 in Thun) ist ein Schweizer Wirtschaftswissenschaftler und Strategieberater.

## Leben
Urs Frey hat an der Universität St. Gallen (HSG) Betriebswirtschaftslehre studiert und anschliessend auch dort promoviert. Er war von 1994 bis 2017 am Schweizerischen Institut für Klein- und Mittelunternehmen (KMU-HSG) und am Center for Family Business (CFB-HSG) an der Universität St. Gallen (HSG) zuerst als Projektleiter, dann als Mitglied der Geschäftsleitung und Leiter Bereich Consulting & Services tätig. Er war zudem von 2008 bis 2017 Mitredaktor und Autor des Leadartikels der seit 2008 erscheinenden Publikation (ku-Magazin der PostFinance), welche zweimal jährlich betriebswirtschaftliche Themen für Kleinunternehmen aufgegriffen hat und mit einer Auflage von 30'000 Stück in deutscher, französischer und italienischer Sprache erschienen ist. Seit 2018 ist er selbständig tätig als Unternehmensberater, Coach und Autor in der 7impact AG, Appenzell (AI).
Seine Tätigkeitsschwerpunkte sind Strategisches Management, Geschäftsmodellinnovation und Organisationsentwicklung von familiengeführten Klein- und Mittelunternehmen (KMU) im deutschsprachigen Raum.
Er ist Mitglied mehrerer Verwaltungsräte von familiengeführten KMU und seit 2008 auch Mitglied des Lions Club St. Gallen.

## Monographien
- mit Urs Fueglistaller und Frank Halter: Strategisches Management für KMU. Eine praxisorientierte Anleitung, KMU Verlag HSG, 2003.
- mit Urs Fueglistaller, Frank Halter und Robert Hartl: Reihe Unternehmensführung, Band 1-3, Europäische Fernhochschule Hamburg, Hamburg 2004.
- mit Urs Fueglistaller, Frank Halter und Robert Hartl: Reihe Corporate Management, Band 1+2, Europäische Fernhochschule Hamburg, Hamburg 2005.
- Vertrauen durch Strategie. Strategien in KMU einfach entwickeln und damit Vertrauen schaffen. Springer Gabler, Wiesbaden 2016, ISBN 978-3-658-12939-2.
- Mit Strategie zum unternehmerischen Erfolg. Wie Sie Zeit sparen, Ressourcen wirkungsvoll einsetzen und Ihre Ziele umsetzen, Springer Gabler, Wiesbaden 2016, ISBN 978-3-658-14832-4.
- Der KMU-Innovator. So machen Sie Ihr Geschäftsmodell fit für das digitale Zeitalter, Midas Management, Zürich 2020, ISBN 978-3-03876518-9.